# Условный рефлекс

Усло́вный рефле́кс (временная связь) — это индивидуальная реакция, приобретенная в течение жизни путем научения (в отличие от безусловного (врожденного) рефлекса). Вырабатывается при определенных условиях: совпадении во времени безусловного раздражителя и нейтрального стимула (классический пример: предъявление пищи с одновременным зажиганием лампочки), в результате чего реакция (например, слюноотделение) появляется через время на предъявление лишь нейтрального стимула.
Термин ввёл И.П. Павлов (1903), он же описал данное явление как доказательство физиологической основы психики (высшей нервной деятельности), где условный рефлекс является приспособительным механизмом; также изучение у.р. привело к возможности систематизировать разные типы нервной системы. У человека, кроме того, посредством второй сигнальной системы условные рефлексы вырабатываются при таких условных раздражителях как слово, речь ("сигнал сигналов").

## История учения об условных рефлексах[6]
В конце XIX нач. XX в. И. П. Павлов, продолжая идеи, которые были начаты в работах И. Сеченова  ("Рефлексы головного мозга") и других ученых материалистов, экспериментаторов, поставил цель "свести психические процессы к физиологическим основам". Определяющим поворотом к этому послужило открытие факта так называемого "психического слюноотделения" во время изучения им работы пищеварительных желез. И.П. Павлов, его сотрудники и диссертанты (Глинский, С. Г. Вульфсон, А. Т. Снарский, И. Ф. Толочинов) провели серию экспериментов на собаках предваряющие последующие выводы о природе условных рефлексов (1901-1903).
Кто бы мог подумать в 1901–1902 году, что из «плёвой желёзки» (так называл Павлов слюнную железу) может вырасти целая теория и даже учение о высшей нервной деятельности!

— В. К. Болондинский, 2011.
На международном медицинском конгрессе в Мадриде 1903 года Павлов сделал первый доклад о теории условных рефлексов «Экспериментальная психология и психопатология на животных». После чего наметилась перспектива развития экспериментальной патологии высшей нервной деятельности («экспериментальной психопатологии»). В 1904 году в Нобелевской лекции Павлов уже говорил о «первых твёрдых шагах на пути нового исследования».
Дальнейшие исследования в школе Павлова по систематизации условных рефлексов привела к новым наблюдениям и фактам: угасание и восстановление условных рефлексов; рефлекторная теория; механизм замыкания; методика «искусственных» условных рефлексов; генерализация условного рефлекса; последовательное торможение; внешнее торможение; дифференцировка; запаздывающее торможение; открыты условные следовые рефлексы; «закон силы» (Б. П. Бабкин, А. П. Зельгейм, В. Н. Болдырев, Н. Ф. Парфенов, Н. А. Кашерининова, Воскобойникова-Гранстр, Г. П. Зеленый, П. Н. Васильев, Г. В. Миштовт, А. В. Палладин, П. П. Пименов, Н. П. Тихомиров, И. Я. Перельцвейг, И. В. Завадской,  М. И. Эльяссон, Л. А. Орбели, К. Н. Кржышковский, Иванов-Смоленский, П. С. Купалов, М. К. Петрова, К. М. Быков).
В 1908 году Н. И. Красногорским проведены первые исследованиях на детях («Условные рефлексы у детей»).
1927 г. доклад И.П. Павлова об изучении на базе условных рефлексов типов НС и неврозов "О физиологическом учении о типах нервной системы или темпераментах".
1930 доклад В. В. Строганова о методе условных рефлексов в физиологии труда.
Учение И. П. Павлова дало толчок для развития многим исследователям и школам ("рефлексология" В. М. Бехтерева, "дрессурметод" О. Калишера; школа И. С. Бериташвили и др). Метод условных рефлексов (классическое обусловливание) является одним из методов бихевиоризма (Torndike, Hunter, Jerkes, Hudgins, др.).
Явление у.р. было упомянуто независимо Эдвином Твитмайером приблизительно в то же время, что и в лаборатории И. П. Павлова, но не получило своего развития.

## Общая характеристика условных рефлексов
И. П. Павловым и учениками его школы было показано, что новый условный стимул может запустить рефлекторную реакцию, если он некоторое время предъявляется вместе с безусловным стимулом. Например, если собаке дать понюхать мясо, то у неё выделяется желудочный сок (это безусловный рефлекс). Если же одновременно с появлением мяса звенит звонок, то нервная система собаки ассоциирует этот звук с пищей, и желудочный сок будет выделяться в ответ на звонок, даже если мясо не предъявлено.
Условные рефлексы возникают в течение жизни и не закрепляются генетически (не передаются по наследству). Возникают при определённых условиях и исчезают при их отсутствии. Формируются на базе безусловных рефлексов при участии высших отделов мозга. Условно-рефлекторные реакции зависят от прошлого опыта, от конкретных условий, в которых формируется условный рефлекс. Условные рефлексы лежат в основе приобретенного поведения. Это наиболее простые программы. Окружающий мир постоянно меняется, поэтому в нём могут успешно жить лишь те, кто быстро и целесообразно отвечают на эти изменения. По мере приобретения жизненного опыта в коре полушарий складывается система условно-рефлекторных связей. Такую систему называют динамическим стереотипом. Он лежит в основе многих привычек и навыков. Например, научившись кататься на коньках, велосипеде, мы впоследствии уже не думаем о том, как нам двигаться, чтобы не упасть.

## Образование условного рефлекса
Основные правила для образования условных рефлексов:
- совпадение во времени двух раздражителей: безусловного раздражителя и индифферентного (нейтрального) раздражителя, который затем становится условным сигналом;
- условный раздражитель должен немного предшествовать безусловному
- определенная сила раздражителей. Безусловный раздражитель должен быть настолько сильным, чтобы вызывать доминантное возбуждение в центральной нервной системе. Индифферентный раздражитель должен быть привычным, чтобы не вызывать ярко выраженного ориентировочного рефлекса.
- постоянство окружающей среды — выработка условного рефлекса требует постоянства свойств условного сигнала.

### Механизм формирования условных рефлексов
При действии индифферентного раздражителя возникает возбуждение в соответствующих рецепторах, и импульсы из них поступают в мозговой отдел анализатора. При воздействии безусловного раздражителя возникает специфическое возбуждение соответствующих рецепторов, и импульсы через подкорковые центры идут в кору головного мозга (корковое представительство центра безусловного рефлекса, которое является доминантным очагом). Таким образом, в коре головного мозга одновременно возникают два очага возбуждения: в коре головного мозга между двумя очагами возбуждения по принципу доминанты, образуется временная рефлекторная связь (замыкание новой условно-рефлекторной дуги по Павлову). При возникновении временной связи изолированное действие условного раздражителя вызывает безусловную реакцию. В соответствии с теорией Павлова, закрепление временной рефлекторной связи происходит на уровне коры головного мозга, а в его основе лежит принцип доминанты.

## Классификация условных рефлексов
Существует несколько классификаций условных рефлексов по различным критериям:
- Если в основе классификации положить безусловные рефлексы, тогда различают: пищевые, оборонительные, ориентировочные, половые и др.
- Если в основе классификации лежат рецепторы, на которые действуют стимулы, различают: афферентные (зрительные, слуховые и т. п.) и эфферентные.
- По соотношению по времени действия условного и безусловного возбуждения: рефлексы наличные, следовые (например, "биологические часы" как условный рефлекс на время), совпадающие, отставленные, запаздывающие
- Естественные и искусственные условные рефлексы. Натуральные условные рефлексы по сравнению с искусственными отличаются большей легкостью образования и большей прочностью (например, натуральный условный пищевой рефлекс - выделение слюны на запах мяса)
- На базе условных сигналов: экстероцептивные, интероцептивные и проприоцептивные условные рефлексы
- Простые и сложные (комплексные) условные рефлексы в зависимости от структуры применяемого условного стимула (например, условный рефлекс на одновременный комплекс).

## Виды условных рефлексов
- Условные рефлексы на комплексные раздражители
- Условные рефлексы на цепи раздражителей («Дай лапу»)
- Условно-рефлекторная настройка (условно вызванное состояние готовности к деятельности)
- Условно-рефлекторные переключения
- Условные рефлексы n-го порядка. Различают условные рефлексы первого, второго, третьего и т. д. порядка. Когда условный стимул подкрепляется безусловным, то образуется условный рефлекс первого порядка. Условный рефлекс второго порядка образуется в том случае, если условный стимул подкрепляется условным раздражителем, на который ранее был выработан условный рефлекс. Длина цепи двигательных условных рефлексов, которую можно образовать у животного в известной мере отражает уровень совершенства функций центральной нервной системы. У обезьян можно получить условный рефлекс двадцатого порядка, у рыб — только второго порядка[16]
- Подражательные условные рефлексы (имитационные у.р., опыт «актёр – зритель» по Л.А. Орбели)
- Ассоциации (при сочетании индифферентных раздражителей без подкрепления)
- Условные рефлексы на отношение (на признак предмета: форму, размер и пр.; с переносом выработанного у.р. в сходную ситуацию «с места», сразу). Могут лежать в основе таких явлений как «перенос опыта», «предвидение», «озарение» (экстраполяционные рефлексы[17][18])
- Цепной условный рефлекс
- Классические и инструментальные условные рефлексы[15]

## Интересные факты. Искусственный интеллект и Условный рефлекс
В способах машинного обучения существуют такие варианты как "обучение с подкреплением", "обучение с учителем",   «обучение без учителя" (во взаимодействии со средой), которые во многом повторяют принципы и механизмы условных рефлексов человека. Ученые в области технических наук рекомендуют для построения «сильного Искусственного интеллекта» моделировать разные нейронные сети, создавая систему, работающую автономно "на принципах иерархической ассоциации условных и безусловных рефлексов".